# Hermann Püschel
Hermann Püschel (ur. 30 marca 1890, zm. ?) – SS-Hauptsturmführer, zastępca szefa Centrali Przesiedleńczej w Łodzi SS-Obersturmbannführera Hermanna Krumeya, kierownik Działu II wysiedleńczego (niem. Amt II – Aussiedlungen).

## Życiorys
Numer NSDAP 2 991 374, Nr SS 127 734.